# Gustav Machatý

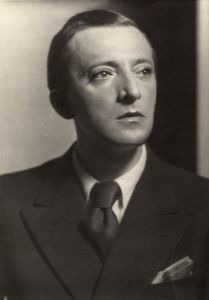
Gustav Machatý
(vor 1932)

Gustav Machatý (* 9. März 1901 in Prag; † 14. Dezember 1963 in München) war ein tschechischer Filmschauspieler und -regisseur. Seine bekannteste Inszenierung war Ekstase (1933), der aufgrund der Nacktauftritte der Hauptdarstellerin Hedy Lamarr international für Aufsehen sorgte.

## Leben und Wirken
Der Sohn des damaligen Generaldirektors der Škoda-Werke knüpfte bereits während seiner Jugend Kontakte zum Film. Während des Ersten Weltkrieges begleitete er am Piano Vorstellungen im Prager Filmtheater. 1918 stand er erstmals als Schauspieler vor der Kamera und bereits 1919 lieferte er sein Regiedebüt ab. Zu Beginn der 1920er-Jahre war Machatý vorübergehend in Hollywood, um Erfahrungen zu sammeln. Als Regie-Assistent arbeitete er für Größen wie David W. Griffith und Erich von Stroheim. Zurück in Prag begann er ein Studium, das er mit der Promotion zum Dr. phil. abschloss.
Mit der Neuverfilmung von „Die Kreutzersonate“ nach Tolstoi nahm Machatý 1926 seine Regietätigkeit wieder auf. 1928 verfilmte er mit „Schwejk in Zivil“ in Österreich die Geschichte der tschechischen Romanfigur „Schwejk“. Erstmals für Aufregung sorgte er Ende 1928 mit „Erotikon“, einem Film mit für die damalige Zeit gewagten erotischen Kuss- und Zärtlichkeitsszenen. Der Film bekam international Probleme mit der Zensur, fand aber Anerkennung beim Publikum und Kritik.
Sein bekanntestes Werk verdankt seinen Erfolg ebenfalls einem internationalen Skandal. Mit „Ekstase“ inszenierte er 1933 in Österreich einen an sich banalen Film, der aufgrund der Nacktszenen von Hedy Lamarr (damals noch als Hedy Kiesler bekannt), nicht nur dem Film zu weltweiter Bekanntheit, sondern auch der Hauptdarstellerin zu einer Hollywood-Karriere verhalf. In Deutschland (unter dem Titel „Symphonie der Liebe“) sowie einigen weiteren Ländern konnte der Film nur unter erheblichen Zensurauflagen – entsprechende Szenen wurden herausgeschnitten – entschärft gezeigt werden. Auch Machatý brachte dieser Film einige Regie-Angebote aus Österreich, Italien und Hollywood ein, wo er 1936 an einigen Szenen der Erfolgsproduktionen „Die gute Erde“ und dem Greta-Garbo-Welterfolg „Maria Walewska“ mitwirkte, ohne jedoch namentlich erwähnt zu werden. Seine allein realisierten Hollywood-Inszenierungen enttäuschten hingegen.
1950 ließ sich Machatý in München nieder und führte 1955 bei der Verfilmung Suchkind 312, einer melodramatischen Geschichte aus der Nachkriegszeit, zum letzten Mal Regie.

## Filmografie
Folgend eine Auswahl von Produktionen, an denen Gustav Machatý als Regisseur, sofern nicht anders angegeben, mitgewirkt hat:
- Aloi vyhrál los (ČSR 1918; nur Schauspiel)
- Teddy by Kouril (ČSR 1919; auch Schauspiel, Produktion und Co-Drehbuch)
- Dama s malou nozkou (ČSR 1919; Co-Regie, Schauspiel)
- Vzteklý zenich (ČSR 1919; Co-Regie)
- Kreutzerova Sonáta / Die Kreutzersonate (ČSR 1926; auch Drehbuch)
- Svejkv civilu / Schwejk in Zivil (Ö/ČSR 1927)
- Erotikon / Erotik (ČSR 1929; auch Co-Produktion)
- Ze soboty na nedeli (ČSR 1931)
- Nacera dec klál kibicu (ČSR 1932)
- Ekstase / Symphonie der Liebe (Ö/ČSR 1933)
- Nocturno (Ö 1934; auch Co-Drehbuch)
- Ballerine (ITA 1936)
- Die gute Erde (The Good Earth) (USA 1936; teils Co-Regie)
- Conquest / Maria Walewska (USA 1936; teils Co-Regie)
- The Wrong Way Out (USA 1938; Kurzfilm)
- Within the Law (USA 1939)
- Jealousy (USA 1945; auch Co-Produktion und Co-Drehbuch)
- Es geschah am 20. Juli (D 1955; nur Co-Drehbuch)
- Suchkind 312 (D 1955; auch Co-Drehbuch; letzter Film)

## Auszeichnungen
- Internationale Filmfestspiele von Venedig 1934:
  - Pokal der Stadt Venedig für die Beste Regie in Ekstase